# Jerry Chesnut
Jerry Donald Chesnut, född 7 maj 1931 i Harlan County i Kentucky, död 15 december 2018 i Nashville, Tennessee, var en amerikansk låtskrivare. Hans hitlåtar är bland annart "Good Year for the Roses" (inspelad av George Jones) och "T-R-O-U-B-L-E" (inspelad av Elvis Presley).
Han föddes i Harlan County, Kentucky men flyttade 1958 till Nashville. 1968 var Jerry Lee Lewis hitinspelning av Jerry Chesnuts "Another Place, Another Time" nominerad till en Grammy. 
Han blev 1996 invald i Nashville Songwriters Hall of Fame.

## Låtar
Några låtar och vem/vilka som spelad in sångerna.
- Another Place, Another Time - Jerry Lee Lewis, Arthur Alexander
- Don't She Look Good?
- Good Year for the Roses - George Jones, Elvis Costello, Counting Crows
- Holding on to Nothing - Porter Wagoner & Dolly Parton
- It's Four in the Morning - Faron Young, Tom Jones
- It's Midnight - Elvis Presley
- Love Coming Down - Elvis Presley
- Oney - Johnny Cash
- T-R-O-U-B-L-E - Elvis Presley, Travis Tritt
- They don't make 'em like my Daddy anymore - Loretta Lynn
- The Wonders You Perform - Tammy Wynette